# Darkfall
Darkfall är ett datorspel i MMORPG-genren som utvecklats av det norskgrekiska företaget Aventurine SA, med sitt högkvarter i Aten. Spelet är främst inriktat på PvP och en spelstil som grundar sig på frihet. Darkfall betraktas som ganska nyskapande med ett flertal funktioner som inte har varit särskilt vanliga i MMORPG-spel.
Även den politiska aspekten har stor betydelse i spelet. Eftersom världen med alla dess städer och byar är tillgänglig för kontroll, skapas allianser och fiender hastigt. Fullskaliga krig som involverar hela servern bryter ofta ut.
År 2012 släpptes Darkfall 2.0 vilket är en ny era med nya förbättrade funktioner, både prestandamässigt och spel.

## Spelhandling
Darkfall innehåller en rad funktioner som visserligen har existerat inom genren tidigare men ofta till en begränsad utsträckning. Exempel på detta är spelarbyggda städer och en avsaknad av PvP-säkra områden. Spelet skall även innehålla ett dynamiskt vädersystem och stadsstrider.
Darkfall är ett snabbt och skillbaserat spel, där alla typer av attacker kräver sikte. Detta ger ett nytt djup och kräver mer än ett traditionellt tab-target MMO. 